# Dina Proniczewa
Dina (Wera) Mironowna Proniczewa, ukr. Діна Миронівна Пронічева (ur. 25 grudnia 1910?/7 stycznia 1911 w Czernihowie, zm. 1977) – sowiecka żydówka, aktorka w Kijowskim Teatrze Lalek, ocalała z masakry w Babim Jarze w Kijowie w dniach 29–30 września 1941 roku.
Początkowo podarła dowód osobisty, twierdziła, że nie jest Żydówką i tylko kogoś odprowadza, ale Niemcy i tak postanowili ją rozstrzelać, aby nie była świadkiem. Kazano jej pomaszerować do wąwozu i zmuszono do rozebrania się. Skacząc przed postrzeleniem i upadając na inne ciała, udawała martwą w stosie trupów. Gdy naziści nadal strzelali do rannych lub dyszących ofiar pozostawała nieruchomo. Chociaż esesmani zasypali masowy grób ziemią, w końcu udało jej się wdrapać na ziemię i uciec. Ponieważ było ciemno, musiała unikać latarek nazistów dobijających pozostałych przy życiu, rannych i dyszących w grobie ofiar. Była jedną z niewielu ocalałych z masakry. Znanych jest co najmniej 28 innych ocalałych. Była jednak jedyną ocalałą osobą, która później zeznawała w procesie zbrodni wojennych w Kijowie 24 stycznia 1946 roku. Później opowiedziała swoją historię pisarzowi Anatolijowi Kuzniecowowi, który włączył ją do swojej powieści Babi Jar, opublikowanej w Yunost w 1966 roku. 

## Czytaj dalej
- A. Anatoli (Anatolij Kuzniecow), przeł. Piotr Tymiński, (2018), Babi Jar, Fundacja Historia PL. ISBN 978-83-65678-41-6